# Centre Cultural de Sant Martí
El Centre Cultural de Sant Martí és un edifici noucentista de Sant Martí Sarroca (Alt Penedès) protegit com a Bé Cultural d'Interès Local.

## Descripció
El Centre Cultural de Sant Martí està situat a l'interior del nucli urbà de Sant Martí Sarroca. És un edifici de planta rectangular, amb coberta a dues vessants. La planta és simètrica, tancada per un bar-café, amb accessos laterals. La façana és de composició gairebé simètrica. A l'interior, hi ha una pista de ball, escenari i llotges. El conjunt respon a l'estètica noucentista.

## Història
El Centre Cultural va ser construït l'any 1924, segons consta a la façana.